# Buskcistikola
Buskcistikola (Cisticola natalensis) är en fågel i familjen cistikolor inom ordningen tättingar.

## Utseende och läte
Buskcistikola är en knubbig cistikola med relativt kraftig näbb och streckad rygg. Fjäderdräkten är genomgående brun utan roströda inslag. Hanen är mycket större än honan. Jämfört med liknande större cistikola är den större och saknar rostrött på hjässan. Den skiljer sig från andra cistikolor genom just den stora storleken och den kraftiga näbben. Sången varierar geografiskt, men består alltid av en stigande ton med kväkande intryck.

## Utbredning och systematik
Buskcistikola förekommer i stora delar av Afrika söder om Sahara. Clements et al delar in arten i sju underarter med följande utbredning:
- Cisticola natalensis strangei – Senegal till Cabinda, Sudan, Rwanda, Burundi, Uganda och Kenya
- Cisticola natalensis tonga – Sudan (regionerna runt Vita Nilen och Blå Nilen)
- Cisticola natalensis inexpectatus – högländerna i Etiopien
- Cisticola natalensis argenteus – södra Etiopien och sydöstra Somalia till norra Kenya
- Cisticola natalensis natalensis – inre Tanzania, sydöstra Zambia, Moçambique och Sydafrika
- Cisticola natalensis holubii – nordligaste Botswana, västligaste Zimbabwe och näraliggande södra Zambia
- Cisticola natalensis katanga – sydvästra Tanzania, näraliggande norra Malawi, nordöstra Zambia, sydöstra Kongo-Kinshasa och nordöstra Angola

International Ornithological Congress (IOC) urskiljer ytterligare en underart, huambo, med utbredning i västra och centrala Angola.

### Familjetillhörighet
Cistikolorna behandlades tidigare som en del av den stora familjen sångare (Sylviidae). Genetiska studier har dock visat att sångarna inte är varandras närmaste släktingar. Istället är de en del av en klad som även omfattar timalior, lärkor, bulbyler, stjärtmesar och svalor. Idag delas därför Sylviidae upp i ett antal familjer, däribland Cisticolidae.

## Status
Arten har ett stort utbredningsområde och beståndet anses stabilt. Internationella naturvårdsunionen IUCN listar den därför som livskraftig (LC).

## Namn
Cistikola är en försvenskning av det vetenskapliga släktesnamnet Cisticola som betyder "cistroslevande".